# Tesfaye Abera
Tesfaye Abera (Addis Ababa, 31 maart 1992) is een Ethiopische voormalig langeafstandsloper, die was gespecialiseerd in de marathon. Hij nam eenmaal deel aan de Olympische Spelen, maar bleef medailleloos.

## Loopbaan
Zijn eerste marathonoverwinning boekte Abera op de marathon van Mumbai in 2015. Hij won in 2016 de marathon van Dubai in een tijd van 2:04.24 en ontving daarvoor een prijzengeld van 200.000 dollar. Dit was op dat moment de tiende beste tijd ooit gelopen in een marathon.
In 2014 en 2015 nam Abera deel aan de Zevenheuvelenloop in Nijmegen en werd beide keren vierde.
Op de Olympische Spelen van 2016 in Rio de Janeiro nam hij deel aan de marathon, maar hij finishte niet.

## Persoonlijke records
| Onderdeel      | Prestatie | Datum            | Plaats   |
| -------------- | --------- | ---------------- | -------- |
| 10 km          | 28.21     | 22 juni 2013     | Langueux |
| 15 km          | 42.31     | 16 november 2014 | Nijmegen |
| 20 km          | 58.27     | 22 januari 2016  | Nice     |
| halve marathon | 1:00.32   | 29 april 2012    | Nice     |
| 25 km          | 1:12.50   | 22 januari 2016  | Dubai    |
| 30 km          | 1:27.25   | 22 januari 2016  | Dubai    |
| marathon       | 2:04.24   | 22 januari 2016  | Dubai    |

## Palmares

### 10 km
- 2011: 6e Singelloop Utrecht - 28.55
- 2013:  Corrida de Langueux - 28.21

### 15 km
- 2014: 4e Zevenheuvelenloop - 42.31
- 2015: 4e Zevenheuvelenloop - 43.17

### 20 km
- 2013: 4e Marseille-Cassis - 1:01.22

### halve marathon
- 2012:  halve marathon van Buenos Aires - 1:02.54
- 2012:  halve marathon van Nice - 1:00.32
- 2013: 7e halve marathon van Göteborg - 1:04.12
- 2014: 7e halve marathon van Yangzhou - 1:00.57
- 2017: 5e halve marathon van Egmond - 1:04.53
- 2019:  halve marathon van Madrid - 1:01.59

### marathon
- 2015:  marathon van Mumbai - 2:09.46
- 2015: 8e marathon van Hamburg - 2:10.49
- 2015:  Hengshui Lake International - 2:10.00
- 2016:  marathon van Dubai - 2:04.24
- 2016:  marathon van Hamburg - 2:06.58
- 2016: DNF OS
- 2017: 18e marathon van Londen - 2:16.09
- 2017: 8e marathon van Amsterdam - 2:07.39